# Константий (Панайотакопулос)
Епи́скоп Конста́нтий Панайотако́пулос (греч. Επίσκοπος Kωνστάντιoς Παναγιωτακόπουλος; род. 29 января 1960, Алпохори, Греция) — архиерей Элладской православной церкви, епископ Андрусийский, викарий Афинской архиепископии (с 2018).

## Биография
Учился в церковной школе при монастыре Архангелов в Ксанти, а позднее окончил богословский факультет Салоникийского университета.
31 мая 1985 года митрополитом Александрупольским Анфимом (Руссасом) был рукоположён в сан диакона.
15 сентября 1991 года был рукоположён в сан пресвитера и возведён в достоинство архимандрита. Проходил служение в приходе святого Нектария в Александруполисе.
В 2000 году избран игуменом монастыря святого Иоанна Богослова в Этохори (Αετοχώρι Έβρου).
1 марта 2006 года перешёл в клир Маронийской и Комотиниской митрополии, где был протосинкеллом Благовещенского собора митрополии, отвечал за молодёжное направление, работу радиостанции, выпуск журналов, благотворительную и социальную работу.
В 2014 году был назначен проповедником Афинской архиепископии.
7 февраля 2018 года решением Священного Синода Элладской православной церкви был избран для рукоположения в сан епископа.
12 февраля 2018 года в Благовещенском кафедральном соборе в Афинах хиротонисан в сан епископа Андрусийского, викария Афинской архиепископии. Хиротонию совершили: архиепископ Афинский и всей Эллады Иероним II, митрополит Димитриадский и Алмирский Игнатий (Георгакопулос), митрополит Илийский Герман (Параскевопулос), митрополит Пирейский Серафим (Мендзелопулос), митрополит Александропольский Анфим (Кукуридис), митрополит Халкидский Хризостом (Триандафиллу), митрополит Кифисский, Амаруссийский и Оропосский Кирилл (Мисьякулис), митрополит Сидирокастрский Макарий (Филофеу), митрополит Илионский Афинагор (Дикеакос), митрополит Ланкадасский Иоанн (Тассиас), митрополит Фессалиотидский Тимофей (Антис), митрополит Новоионийский Гавриил (Папаниколау), митрополит Филиппский Стефан (Тольос), митрополит Манийский Хризостом (Папатанасиу), епископы Лодзинский и Познанский Афанасий (Нос) (Польская православная церковь), епископ Олинийский Афанасий (Бахос), епископ Андидский Христофор (Ракиндзакис), епископ Фавмакский Иаков (Бизауртис) и епископ Феспийский Симеон (Волиотис).